# Белобрюхий цветоед
Белобрюхий цветоед (лат. Dicaeum hypoleucum) — вид певчих птиц семейства цветоедовых.

## Таксономия
В составе вида выделяют следующие подвиды:
- D. h. hypoleucum Sharpe, 1876 — номинативный подвид, обитает на островах, входящих в состав архипелага Сулу.
- D. h. cagayanense Rand & Rabor, 1967 — встречается в горах Сьерра-Мадре на острове Лусон.
- D. h. mindanense Tweeddale, 1877 — населяет полуостров Замбоанга.
- D. h. obscurum Ogilvie-Grant, 1894 — встречается на архипелаге Бунгуран.
- D. h. pontifex Mayr, 1946 — северо-восточные, центральные и южные территории Лусона, а также остров Катандуанес.

Подвиды значительно различаются между собой как морфологически, так и генетически.
Предполагается наличие шестого подвида — D. h. lagunae, — выделенного из популяции, обитающей в Пангиле, однако отличия между ним и D. h. obscurum недостаточно значительны для признания данного подвида.
Латинское название вида происходит от греческих слов ὑπο (hupo) — «внизу» и λευκός (leukos) — «белый».

## Описание

### Внешний вид
Размеры тела колеблются от 8 до 9 см, вес — от 7 до 9,5 г. 
Оперение верхней части тела (голова, помимо подбородка, спина, крылья, хвост) у самцов номинативного подвида черновато-коричневые. Подбородок, горло, грудь, брюшко серовато-белые, нижняя часть крыльев и подвхвостье — белые.
Радужка глаз коричневая или красновато-коричневая.
Клюв длинный, тонкий и слегка изогнутый, тёмно-коричневого или чёрного цвета, может быть слегка светлее у основания.
Ноги тёмно-коричневые, сероватые или чёрные.
Самки похожи на самцов, но верх тела у них тёмно-оливковый.
У молодых особей верхняя часть тела тёмно-оливковая, несколько сероватая, а нижняя — серая с зеленовато-жёлтым оттенком. Клюв более светлый, чем у взрослых особей.
Подвиды различаются между собой в первую очередь оттенком оперения на верхней части тела.
У D. h. obscurum оперение сверху тела оливково-коричневые, рулевые и маховые перья тёмно-коричневые с оливковой каймой. Низ тела серовато-оливковый, посередине брюшка и надхвостья проходит более светлая, желтоватая полоса. Половой диморфизм у представителей данного подвида не наблюдается.
D. h. cagayanense похожи на D. h. obscurum, но имеют более выраженный оттенок на нижней части тела.
D. h. pontifex отличаются тёмно-зеленовато-коричневым оперением на верхней части тела. Самцы и самки выглядят одинаково.
Представители D. h. mindanense имеют буровато-оливково-зелёное оперение сверху, на маховых и рулевых перьях есть оливково-зеленоватая окантовка. Низ тела серовато-белый, более светлый посередине. Полы выглядят одинаково.

### Голос
Единичные или серийные очень звонкие «зип-зип», которые могут быть как мягкие, так и резкие, трещащие. Помимо этого, стрекочущее «чщии» и металлическое «чимп-чимп».

## Распространение
Является эндемиком Филиппин.
Обитает в лесах и на их опушках, в искусственных насаждениях, в зарослях кустарников, вокруг цветущих и плодоносящих деревьев, в первую очередь инжира. В основном держится на высоте до 1500 метров над уровнем моря, на острове Минданао — до 1800 м н.у.м.
В своём ареале вид обычен. Точное количество особей не известно, однако популяция сокращается.

## Биология
Известно, что белобрюхий цветоед поедает плоды инжира. Также, вероятно, питается плодами, пыльцой и нектаром лорантовых растений и насекомыми. Держится поодиночке, в парах или в небольших группах, в том числе смешанных с другими видами.
О размножении информации нет.